# Ferdinando Baston
Fernando Baston (Bassano del Grappa, 12 febbraio 1938 – Bassano del Grappa, 9 novembre 2019) è stato un calciatore italiano, di ruolo mezzala.

## Carriera
Giocò per tre stagioni in Serie A con il Vicenza.